# هانس خواكيم ويلر
هانس خواكيم ويلر (بالألمانية: Hans-Joachim Weller)‏ هو لاعب كرة قدم ألماني في مركز الوسط، ولد في 2 يوليو 1946 في كيل في ألمانيا. لعب مع ميونخ 1860 ونادي زيورخ ونادي شتوتغارت ونادي فينترتور ونادي نوشاتل زاماكس وهانوفر 96 وهولشتاين كيل.

## وصلات خارجية
- هانس خواكيم ويلر على موقع قاعدة بيانات كرة القدم.إي يو (الإنجليزية)
- هانس خواكيم ويلر على موقع بيانات كرة القدم. دي إي (الألمانية)
- هانس خواكيم ويلر على موقع عالم كرة القدم.نت (الإنجليزية)